# Liste von Persönlichkeiten der Stadt Schöningen

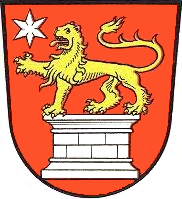
Wappen der Stadt Schöningen

Die Liste von Persönlichkeiten der Stadt Schöningen enthält Personen, die in der Geschichte der niedersächsischen Stadt Schöningen im Landkreis Helmstedt eine nachhaltige Rolle gespielt haben. Es handelt sich dabei um Persönlichkeiten, die hier geboren oder gestorben sind oder in Schöningen beziehungsweise in den heutigen Ortsteilen gewirkt haben.
Für die Persönlichkeiten aus den nach Schöningen eingemeindeten Ortschaften siehe auch die entsprechenden Ortsartikel.

## Söhne und Töchter der Stadt
Die folgenden Personen sind in Schöningen oder den heutigen Ortsteilen der Stadt geboren. Ob sie ihren späteren Wirkungskreis in Schöningen hatten oder nicht, ist dabei unerheblich.

### Persönlichkeiten des Mittelalters und der Frühen Neuzeit

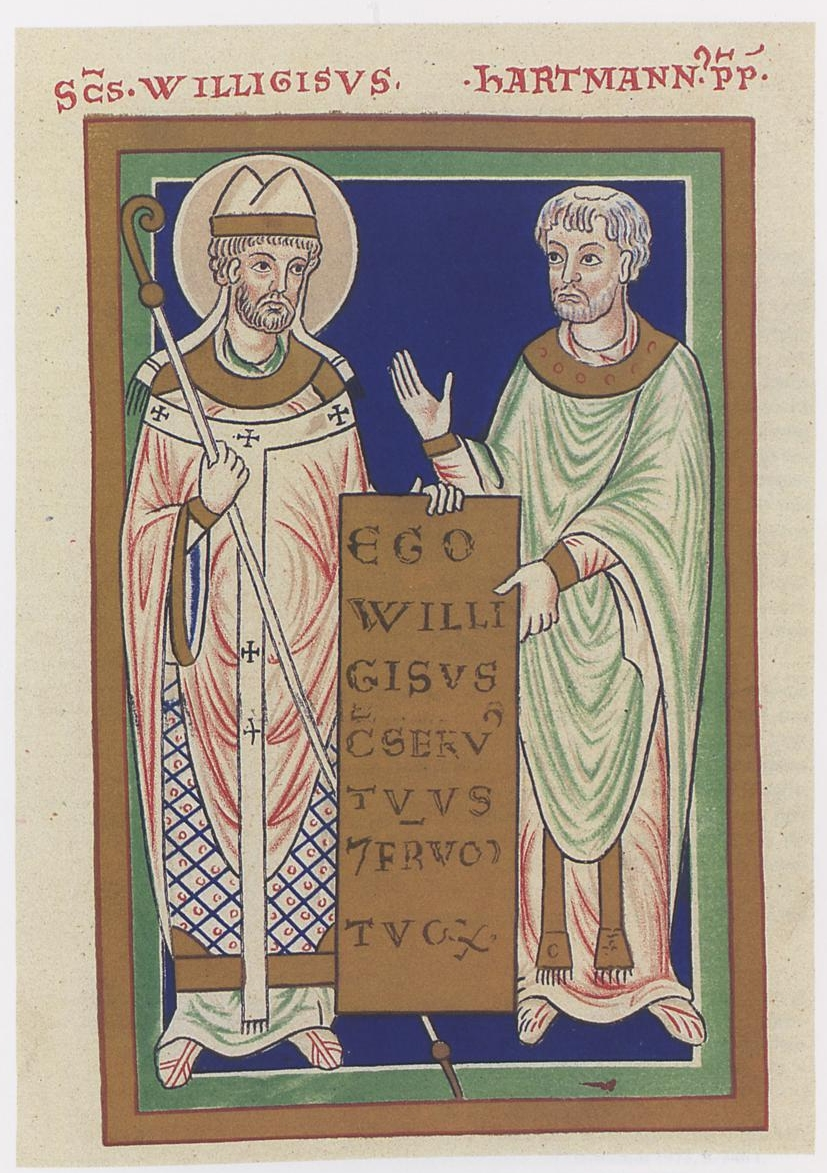
Willigis

- Willigis (* ca. 940; † 1011), Erzbischof von Mainz
- Brandes, Patrizierfamilie und Mäzene der Julius-Universität stammt aus Schöningen[1]
- Andreas Heinrich Bucholtz (1607–1671), lutherischer Theologe
- Christoph Joachim Bucholtz (1607–1679), deutscher Rechtswissenschaftler und Bürgermeister von Hameln
- Sigismund Andreas Cuno (1675–1747), deutscher Pädagoge und Heimatforscher
- Rudolf August Nolte (1703–1752), Jurist und Historiker
- Theodor Christoph Grotrian (1755–1829), Generalsuperintendent in Holzminden und Verleger
- Dietrich Joachim Theodor Cunze (1760–1822), Rektor des Anna-Sophianeums und Pastor
- Johann Friedrich Anton Dehne (1787–1856), Pharmazeut und Naturforscher

### Persönlichkeiten des 19. Jahrhunderts
- Friedrich Grotrian (1803–1860), Instrumentenbauer
- Frederick Langenheim (1809–1879), deutsch-amerikanischer Fotograf und Erfinder
- Bernhard Ornstein (1809–1896), Mediziner, Generalarzt in Griechenland
- Wilhelm Lefeldt (1813–1913), Ingenieur, Erfinder und Maschinenbauer
- Hermann Münchmeyer der Ältere (1815–1909), Kaufmann, Bankier und Konsul von Haiti
- Fritz Heckner (1826–1904), Fabrikant und Verleger
- Heinrich Wilhelm Appel (1850–1923), Kaufmann und Fabrikant
- Rudolf Sachtleben (1856–1917), Chemiker und Unternehmer (vergleiche auch Sachtleben Chemie)
- Otto Rasche (1859–1933), Architekt und Braunschweiger Kommunalpolitiker
- Bruno Schrader (1861–1926), Pianist, Komponist und Musikschriftsteller

### Persönlichkeiten des 20. Jahrhunderts

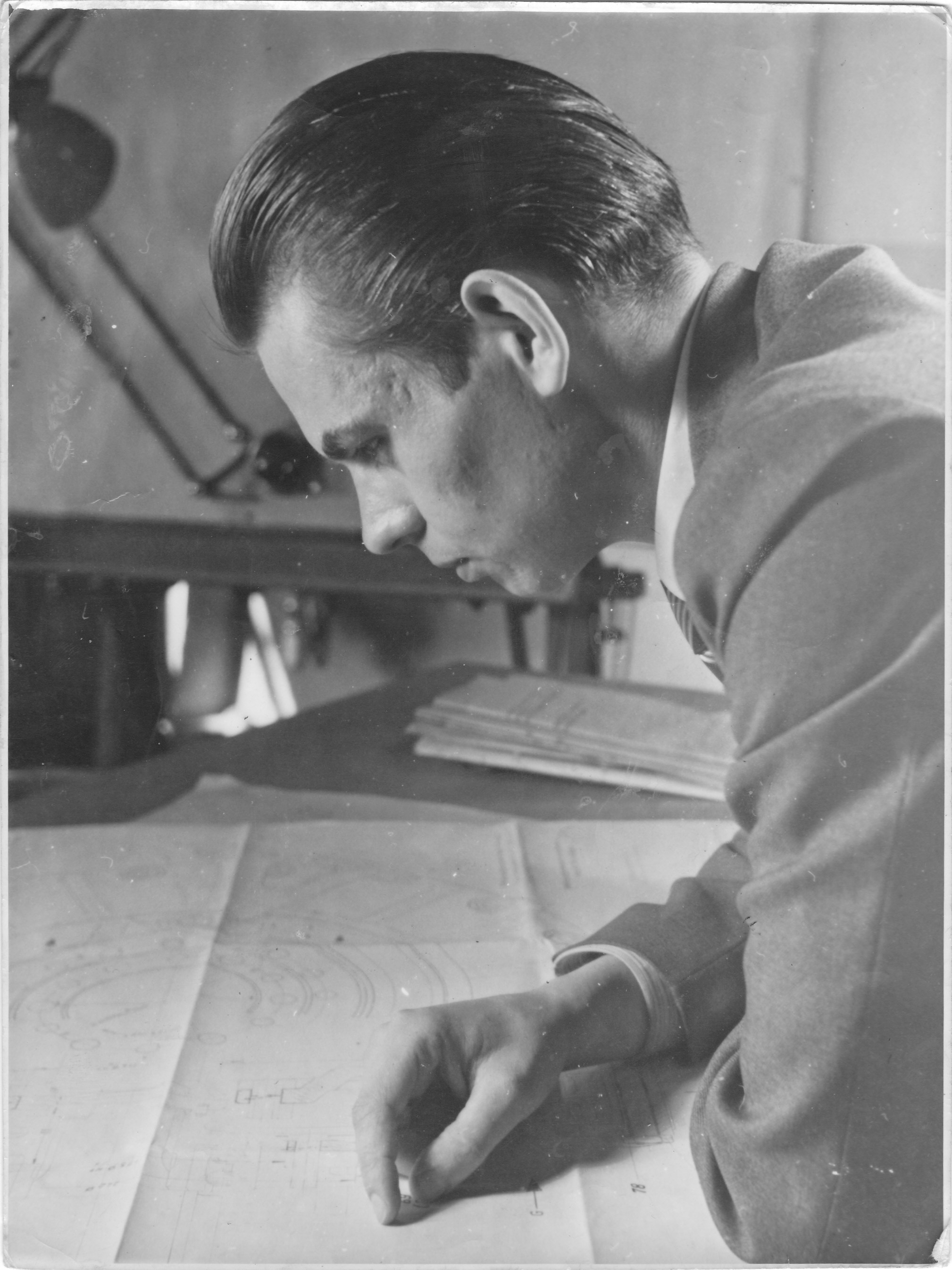
Hermann Klaue (um 1940)

- Gustav Philipp Hermann Brandes (1862–1941), Zoologe, mit besonderen Verdiensten als Parasitologe, Hochschullehrer sowie Zoodirektor in Halle und später Dresden
- Wilhelm August Pfitzinger (1864–1939), Chemiker, entdeckte 1886 die nach ihm benannte Pfitzinger-Reaktion
- Alfred Forke (1867–1944), Sinologe
- Kurt Strümpell (1872–1947), Kolonialoffizier und Afrika-Forscher
- Paul Fanger (1889–1945), Marineoffizier, zuletzt Admiral im Zweiten Weltkrieg
- Otto Rodewald (1891–1960), Maler und Grafiker
- Alfred Tack (1898–1970), Politiker
- Johannes Hamel (1911–2002), evangelischer Theologe und Dozent am Katechetischen Oberseminar Naumburg
- Edith Müller-Ortloff (1911–1994), Textilkünstlerin
- Hermann Klaue (1912–2001), Ingenieur und Erfinder
- Helga Pilarczyk (1925–2011), Opernsängerin (Sopran)
- Henning Piper (1931–2012), Richter am Oberlandesgericht Dresden, Honorarprofessor
- Horst Voigt (* 1933), niedersächsischer Politiker (SPD)
- Udo Köneke (* 1938), niedersächsischer Politiker (SPD) und Mitglied des Niedersächsischen Landtages
- Rolf-Dieter Backhauß (* 1941), Politiker (SPD)
- Jürgen Baumert (* 1941), Bildungsforscher
- Ilse Stiewitt (* 1943), Sozialwirtin und Politikerin (SPD)
- Reimar Oltmanns (* 1949), Journalist und Buchautor
- Peter Hayduk (* 1953), ehemaliger Fußballspieler (Stürmer) und heutiger -trainer
- Matthias Wunderling-Weilbier (* 1963), Politiker (SPD)

## Persönlichkeiten, die mit der Stadt in Verbindung stehen

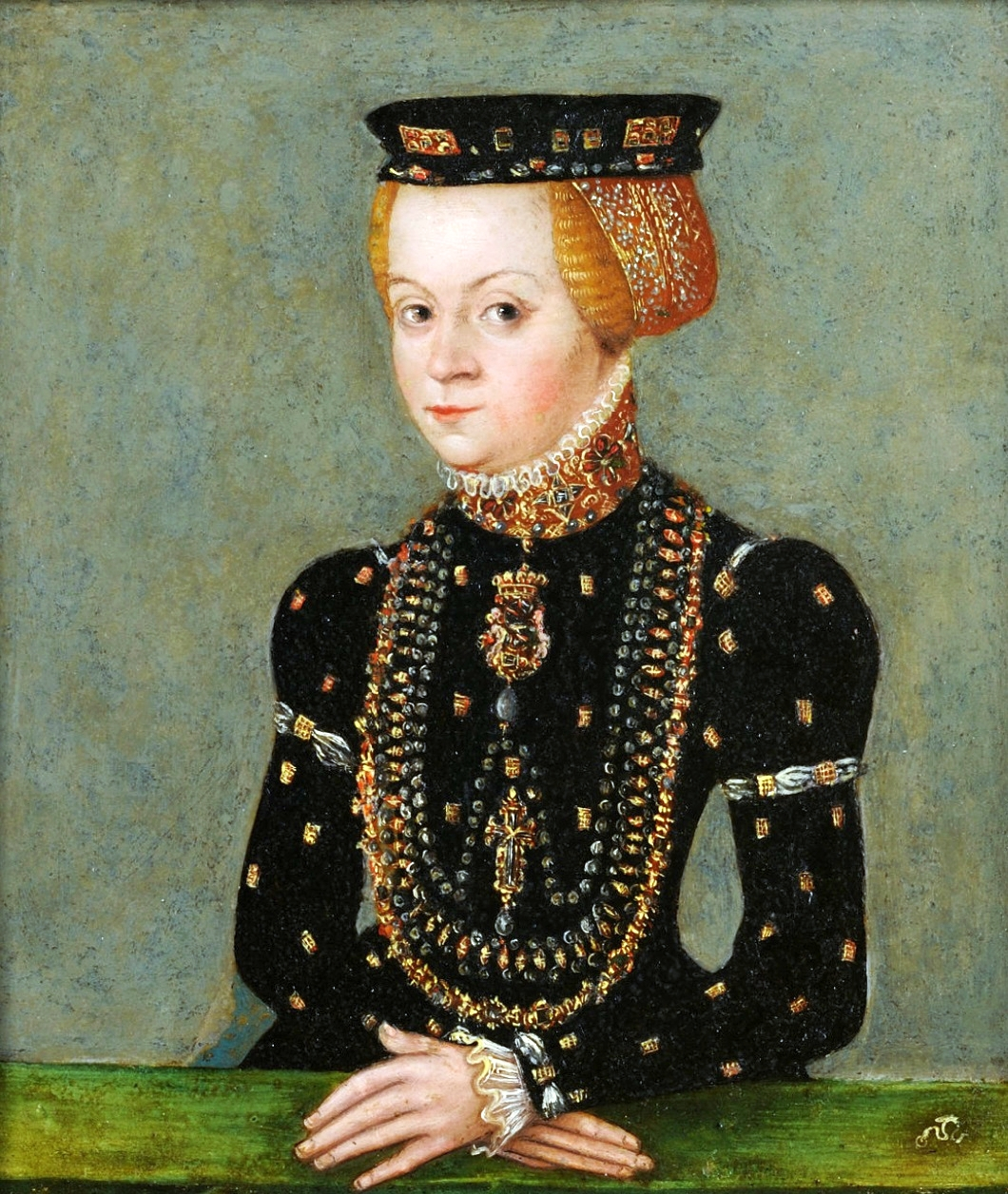
Herzogin Sophia von Braunschweig-Wolfenbüttel

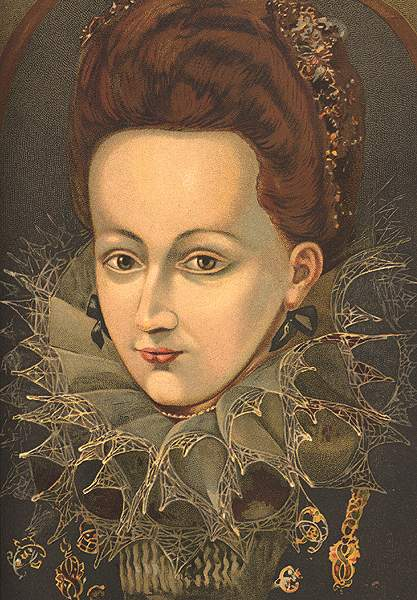
Katharina von Brandenburg Fürstin von Siebenbürgen

- Sophia Jagiellonica (1522–1575), eigentlich Zofia Jagiellonka, polnische Prinzessin aus dem Adelsgeschlecht der Jagiellonen, ab 1556 durch Heirat Herzogin von Braunschweig-Wolfenbüttel
- Katharina von Brandenburg (1602–1644), Prinzessin von Brandenburg und durch Heirat nacheinander Fürstin von Siebenbürgen und Herzogin von Sachsen-Lauenburg, von 1629 bis 1630 Fürstin von Siebenbürgen, verzichtete aber wieder auf die Regentschaft
- Joachim Johann Mader (1626–1680), Historiker und Pädagoge, war von 1651 bis 1680 Rektor des Gymnasiums
- Philipp Ludwig Probst (1633–1718), Grundgelehrter, fürstlich braunschweig-lüneburgischer Premierminister, Kanzler und Landsyndikus sowie Erbherr auf Wendhausen, Schöningen und Riddagshausen
- Sigismund Andreas Cuno (1675–1747), Schulleiter des Gymnasiums und Heimatforscher
- Johann Friedrich Nolte (1694–1754), Schulleiter des Gymnasiums und Philologe
- William Carl Adam Freiherr von Seckendorff (1799–1863), Bergbaubeamter, Mineraloge und Salinendirektor in Schöningen
- Walther Franz (1880–1956), Marineoffizier, zuletzt Vizeadmiral im Zweiten Weltkrieg
- Ludwig Klingemann (1887–1942), Maurer und Arbeiterführer der USPD sowie der SPD in Vorsfelde in der Zeit der Weimarer Republik
- Wilhelm (Willy) Schulte (1904–1948), Politiker (SPD)
- Alfred Schliestedt (1921–1963), Pädagoge und Politiker (SPD)
- Fritz Bäther (1928–1979), Politiker (SPD)
- Carl Guesmer (1929–2009), Lyriker und Bibliothekar
- Konrad Velensek (1942–2024), Boxeuropameister
- Hartmut Thieme (* 1947), prähistorischer Archäologe, der von 1981 bis zu seiner Pensionierung im Jahr 2012 beim Niedersächsischen Landesamt für Denkmalpflege tätig war. Sein Spezialgebiet war die Altsteinzeit. 1994 entdeckte er die altsteinzeitlichen Schöninger Speere bei Ausgrabungen im Braunkohletagebau Schöningen.